# Yuya Hikichi (fodboldspiller, født 1990)
Yuya Hikichi (født 2. september 1990) er en japansk fodboldspiller.
Han har spillet for flere forskellige klubber i sin karriere, herunder Consadole Sapporo og Ehime FC.